# Giulio Guione
Giulio Francesco Guione (1691 Arogno,  Schweiz – begravet 10. juli 1771 i København) var en dansk hofstukkatør, far til Joseph Guione.
Han blev hofstukkatør 1747 og tog borgerskab som murer- og stenhuggermester i København 1750. Guione nævnes som tegner ved det ældre kunstakademi 1746. 
Han blev gift 3. november 1740 i København med Maria Joseph Cardinal (ca. 1718 - begravet 1. marts 1797 i København), formentlig datter af kontrollør NN Cardinal og NN.

## Værker
- Stukarbejder på de fleste kgl. slotte: Christiansborg, Frederiksberg, Fredensborg, Kronborg, Hirschholm og Frydenlund (ca.1740-1771)

Bevarede udsmykninger:
- Bl.a. i det Württembergske Palæ, senere Lerches Palæ, Slotsholmsgade 10 (1744)
- Trappe i Brockdorffs Palæ, Amalienborg (1750)
- Spisesal i Moltkes Palæ, sammesteds (1757-58)
- Marienlyst Slot, Helsingør (1761)
- Audiensgemak, Fredensborg Slot (1765)
- Gardesal, sammesteds (1767)
- Muslingedekoration i grotte i pavillon, sammesteds (1766)